# Iglesia de San Juan del Mercado (Benavente)
La iglesia de San Juan del Mercado es un templo románico situado en la ciudad de Benavente, provincia de Zamora, España.

## Situación y origen
Situada en la plaza a la que da su nombre, su fábrica fue iniciada por Aldonza, hija de los condes Osorio Martínez y Teresa Fernández, señora de Villalobos, que en 1181 se encontraba en Benavente construyendo una iglesia, “de sillares de piedra cuadrados” con el consejo y autoridad de los Hospitalarios, orden que finalmente sería la que se quedó con la custodia del templo, dejándolo bajo la advocación de San Juan, esta última aún mantenida.

## Estilo y planta de la Iglesia

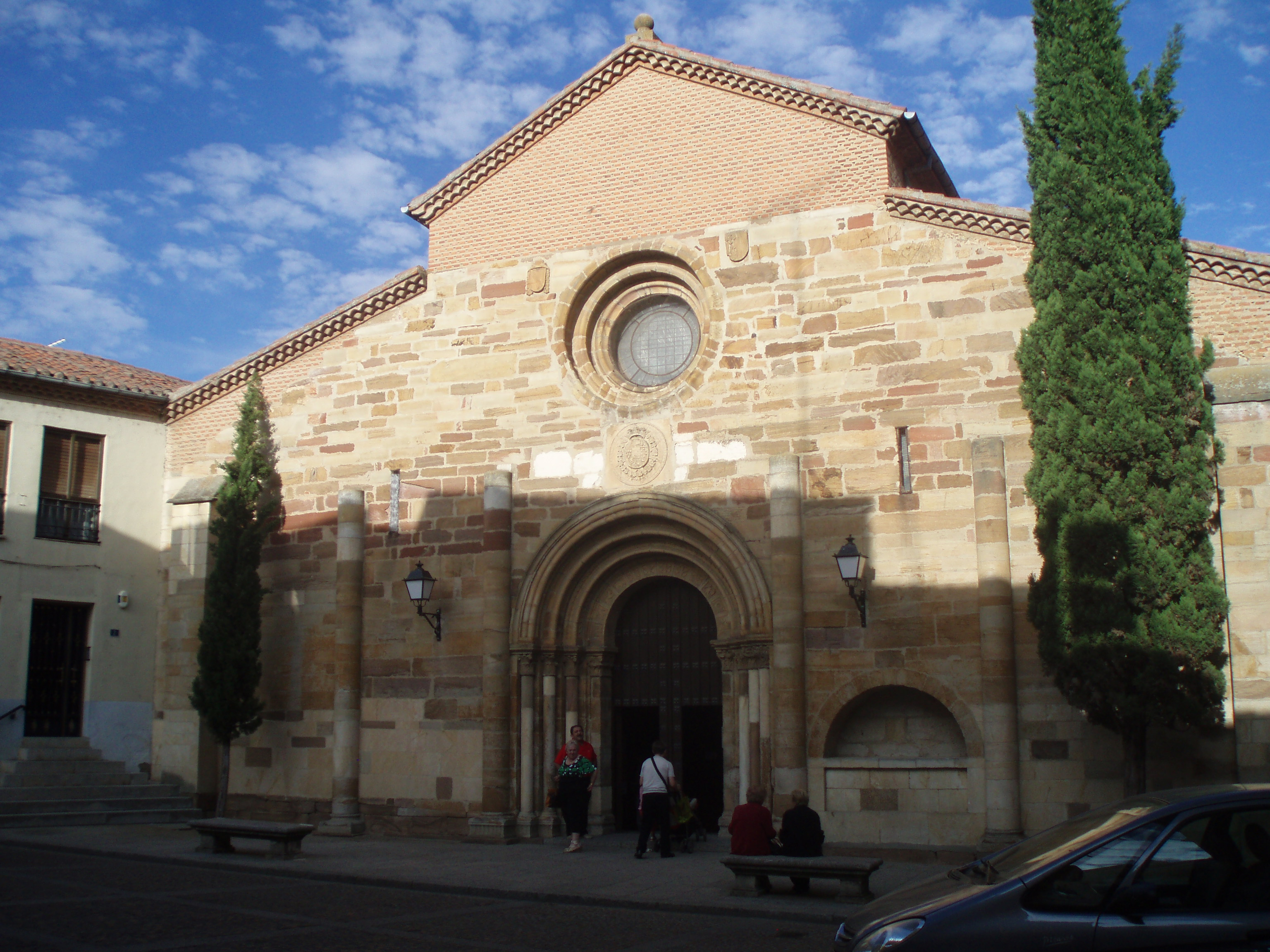
Pórtico oeste

La iglesia de San Juan de Mercado responde al estilo románico, siglo XII, aunque su cubierta no se realizó con bóvedas, motivo por lo que actualmente cuenta con techo de madera y tejado a dos aguas.
Su planta de 62 m largo x 24 m de ancho es de tipo basilical de tres tramos con ábsides semicirculares. El templo presenta la orientación litúrgica habitual, con una ligera desviación, NE 65º.
En la construcción de la etapa románica del templo, se utilizó piedra arenisca tallada a hacha de cantero correctamente escuadrada.
Destaca el elevado número de marcas de cantero tanto en el exterior como en el interior del templo, aprox. 2830 de 533 tipos diferentes, algunos poco frecuentes. Se concentran en la fachada sur, ábside y columnas de la nave de la epístola.
Interior:
- Ábside Sur, tramo recto.
- Arco triunfal, col Sur.
- Columna Sur de tramo 3.
- Puerta de Sacristía nueva.
- Muro Sur, 4º tramo.
- Pasadizo entre ábside central y nave del Evangelio, inscripción con data.
- Columna del 1.er. tramo de la Nave de la Epístola, inscripción.

Exterior:
- Fachada Sur, Pórtico, contrafuertes y ábside.

|                                   |
| Marcas en el exterior del templo. |

|                                   |
| Marcas en el interior del templo. |

La Nave (8) consta de cuatro tramos, y cubierta de madera a dos aguas en la nave central y simple en las laterales. La nave central es doble de ancha que las laterales.
Interiormente consta de cuatro grandes columnas en forma de cruz en los tramos más orientales y otras cuatro de menor porte en los occidentales, todas con semi-columnas adosadas.
La cabecera está formada por un Presbiterio (3) de tramo recto con bóveda de medio punto reforzada y Ábside (3) triple semicircular, más ancho y avanzado el central con bóveda de horno reforzada por dos semi-columnas y tres ventanas aspilladas con derrame interior.
El ábside es similar a la vecina iglesia de Santa María de Azogue pero con una decoración más propia de los edificios situados en el Camino de Santiago.
El Crucero (7) no sobresale del conjunto.
El templo posee tres Portadas, todas de estilo románico:

Destaca la orientada al sur por su amplio desarrollo iconográfico, del cual se ha llegado a decir que presenta semejanzas con el famoso Pórtico de la Gloria de la Catedral de Santiago de Compostela.
El Pórtico Sur (2) muestra arco de medio punto ligeramente apuntado apoyado en jambas lisas y tres arquivoltas abocinadas sobre parejas de columnas con capiteles decorados y esculturas.
En el tímpano se representa una Epifanía, con la Adoración de los Reyes Magos, situando en el centro a la Virgen con el Niño en brazos, a la izquierda los reyes en actitud de ofrenda y, por último, a la derecha a San José dormitando apoyado sobre un bastón.
En el resto de la portada aparecen escenas relacionadas con el nacimiento de Jesucristo.
Son también de destacar las seis esculturas adheridas a las columnas que representan a los profetas, reconociéndose entre ellos a Moisés, David y San Juan Bautista.
El conjunto se apoya en mochetas que representan a Lucas (Buey) y Mateo (Ángel).
Las otras dos portadas, son mucho más sencillas, sin tímpano y con decoración de tipo esquemático.
La entrada al templo se efectúa por el Pórtico Oeste (4) con arco de medio punto y tres arquivoltas abocinadas apoyadas en impostas decoradas y jambas lisas. El conjunto sobresale ligeramente la fachada.
Existe un tercer Pórtico Norte (1), actualmente (2011) no accesible; en su día dio paso a un claustro desaparecido.

De su interior, destacan las pinturas del ábside central que se centran en el bautismo de Cristo. De su escultura destacan algunas figuras procedentes de las iglesias de Benavente ya desaparecidas: la Piedad del Monasterio de los Jerónimos, San Antonio Abad de la Iglesia de San Antón y San Ciprián procedente de San Miguel.
Especial mención merece el retablo hispanoflamenco del muro norte, cuya fábrica se atribuye a algún discípulo de Juan de Borgoña.

## Galería de imágenes

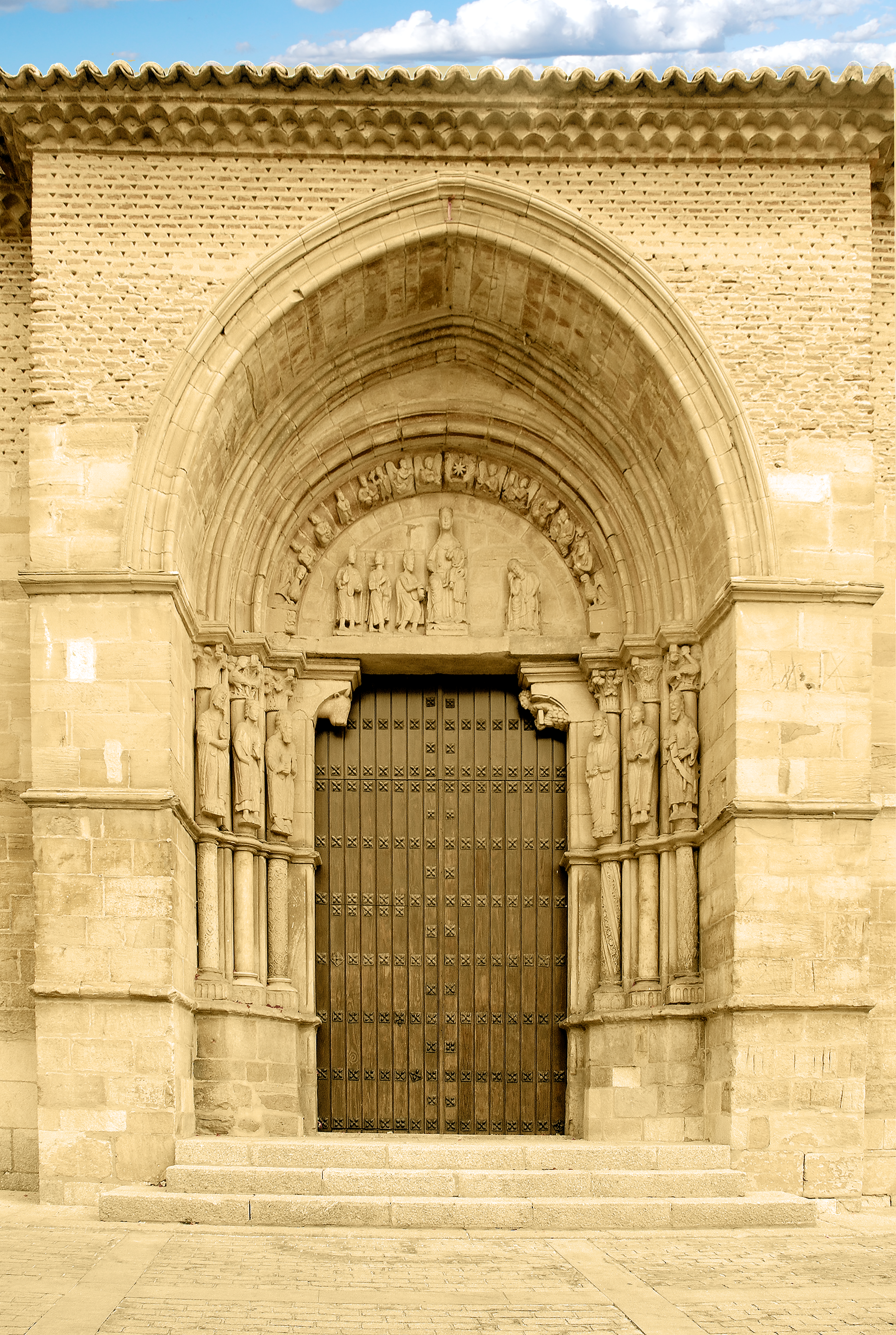
Pórtico Sur.
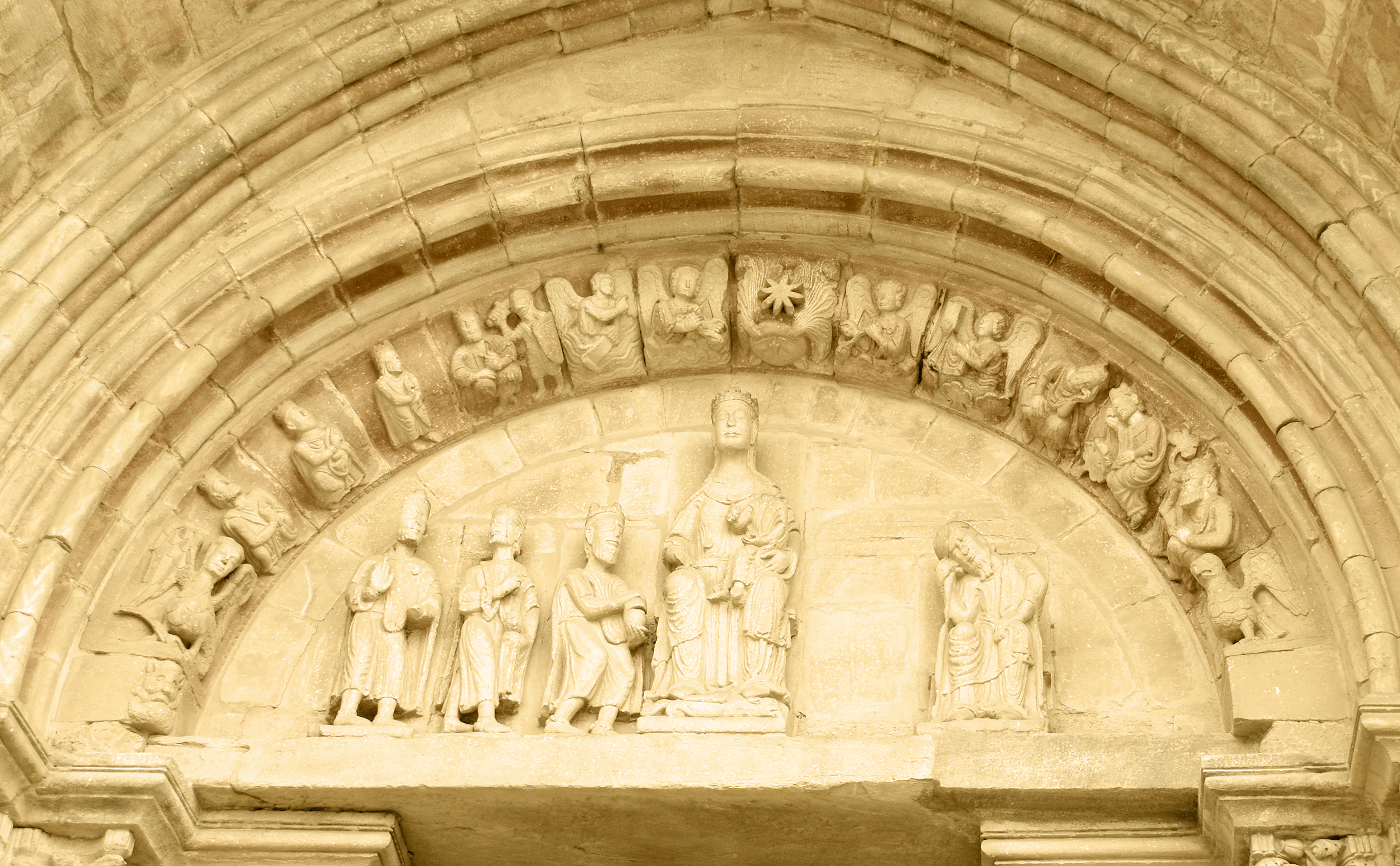
Pórtico Sur. Tímpano.
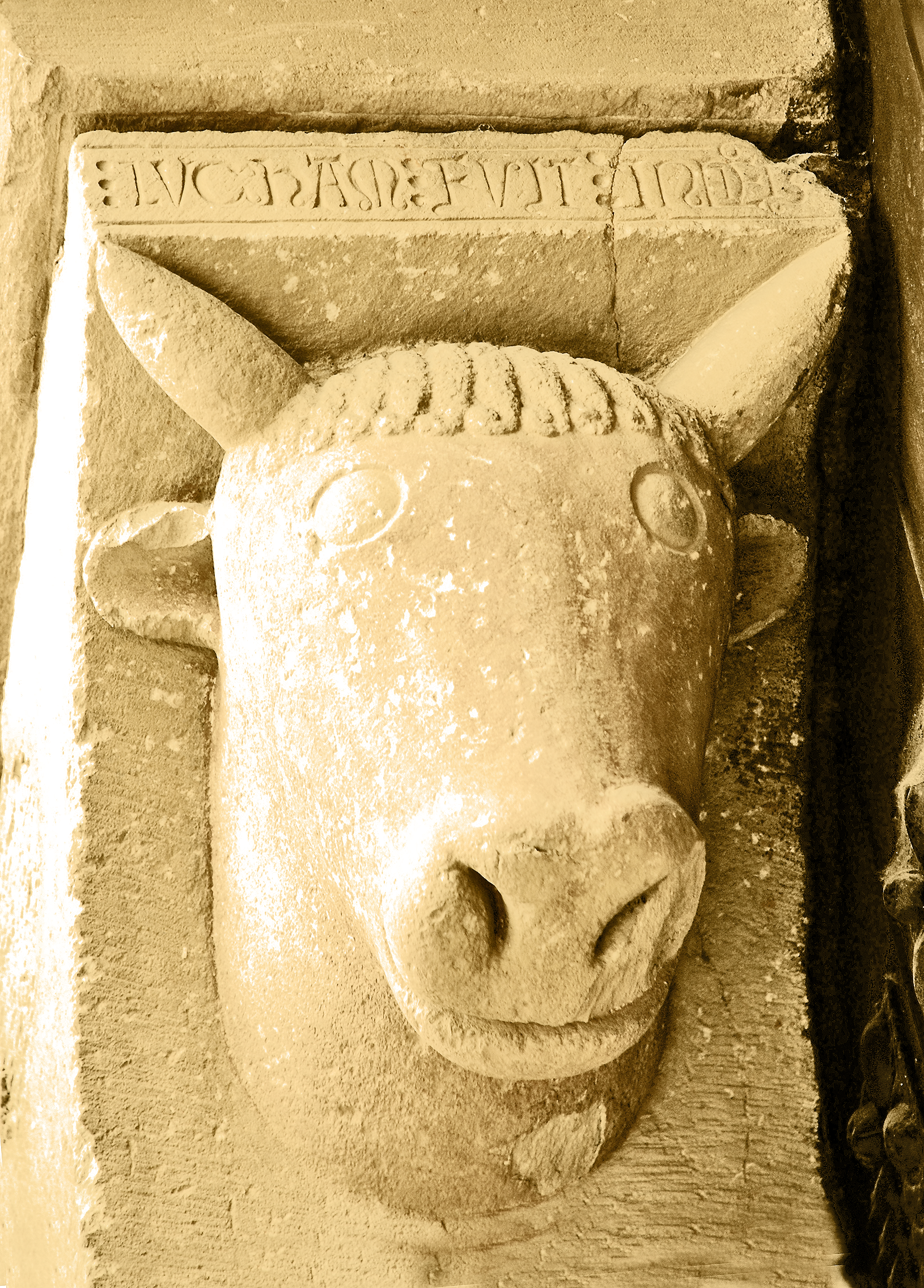
Pórtico Sur. Mocheta izda. Toro símbolo de San Lucas.
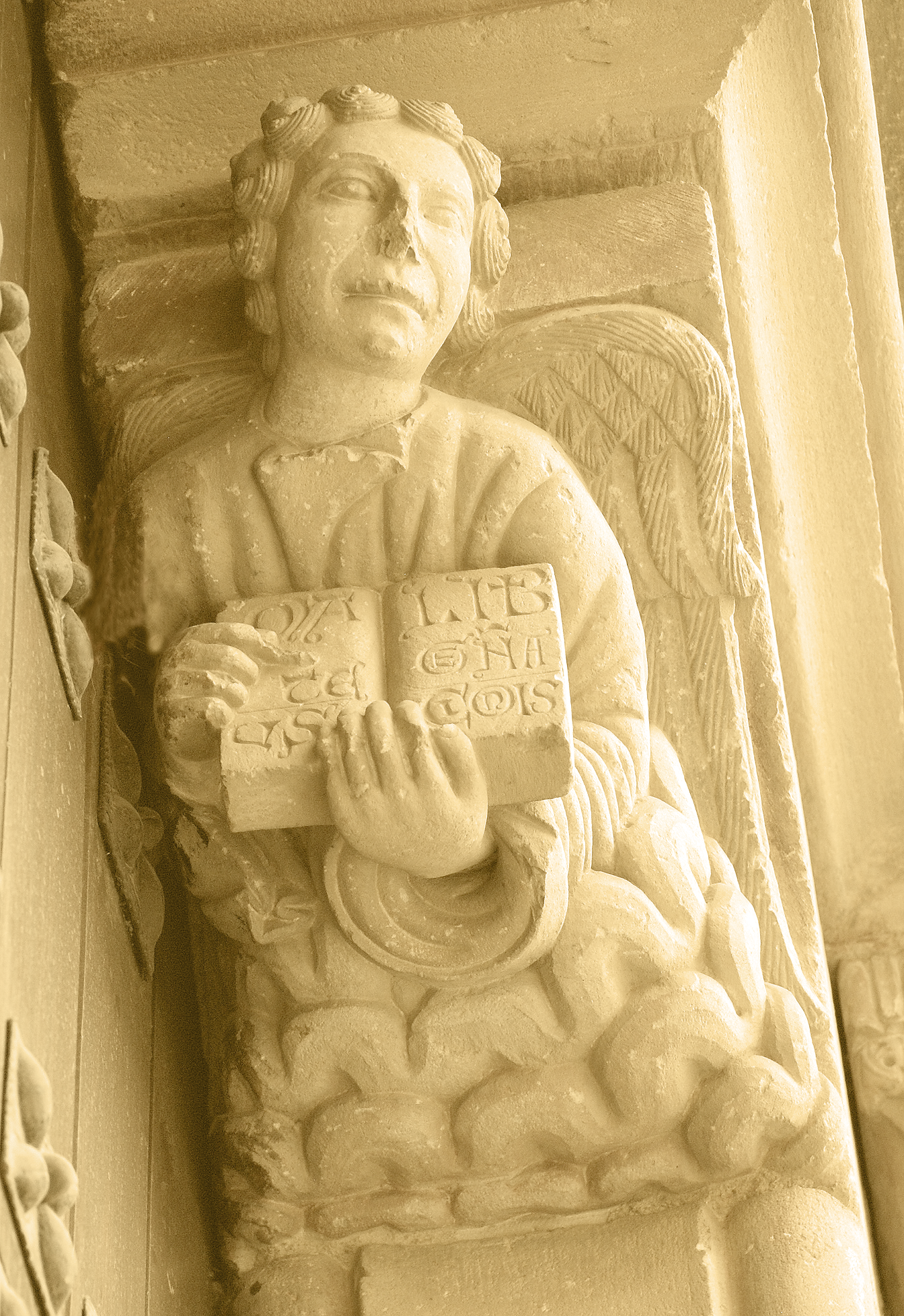
Pórtico Sur. Mocheta dcha. Ángel símbolo de San Mateo.
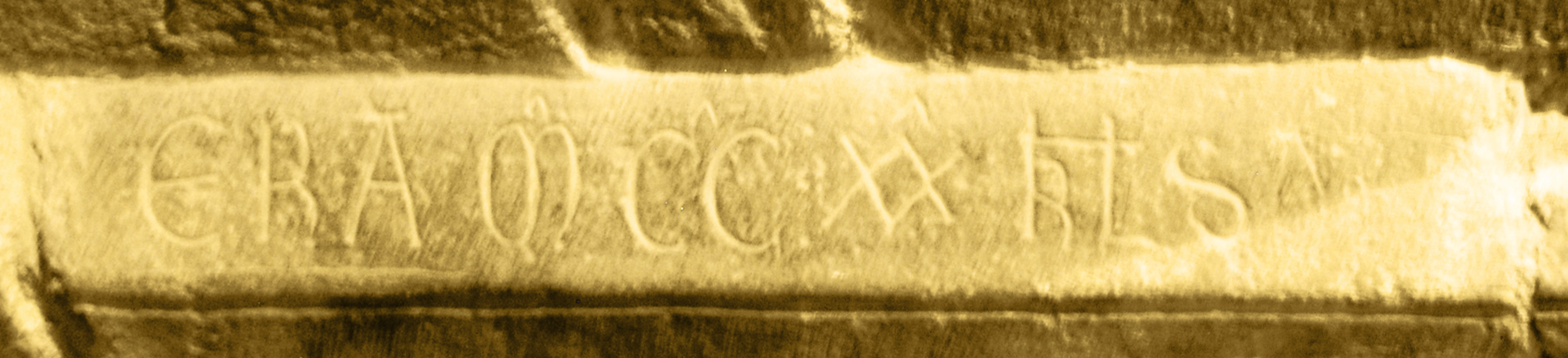
Data en pasadizo del Presbiterio.

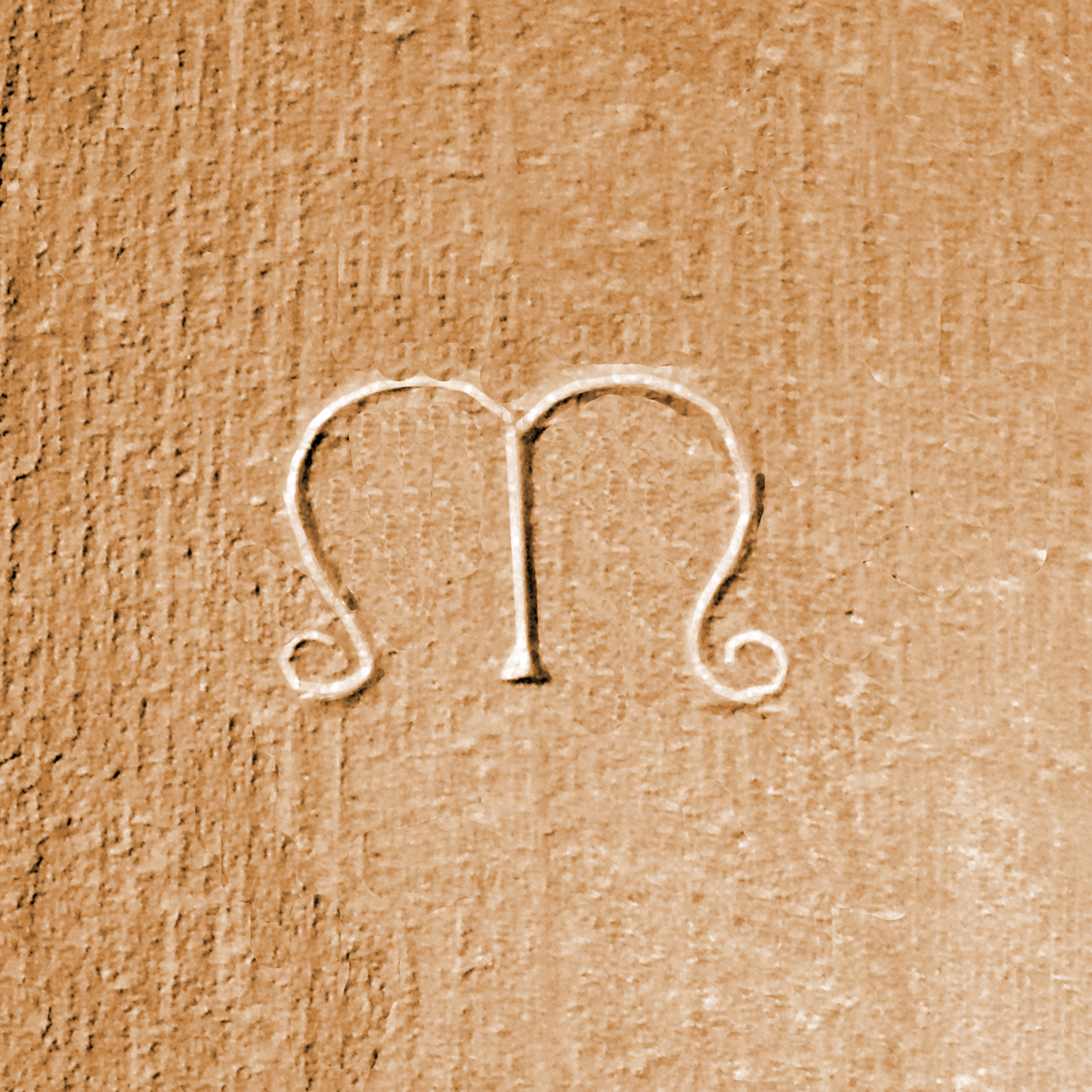
Marca de maestro cantero. Nave evangelio, columna en tramo1.
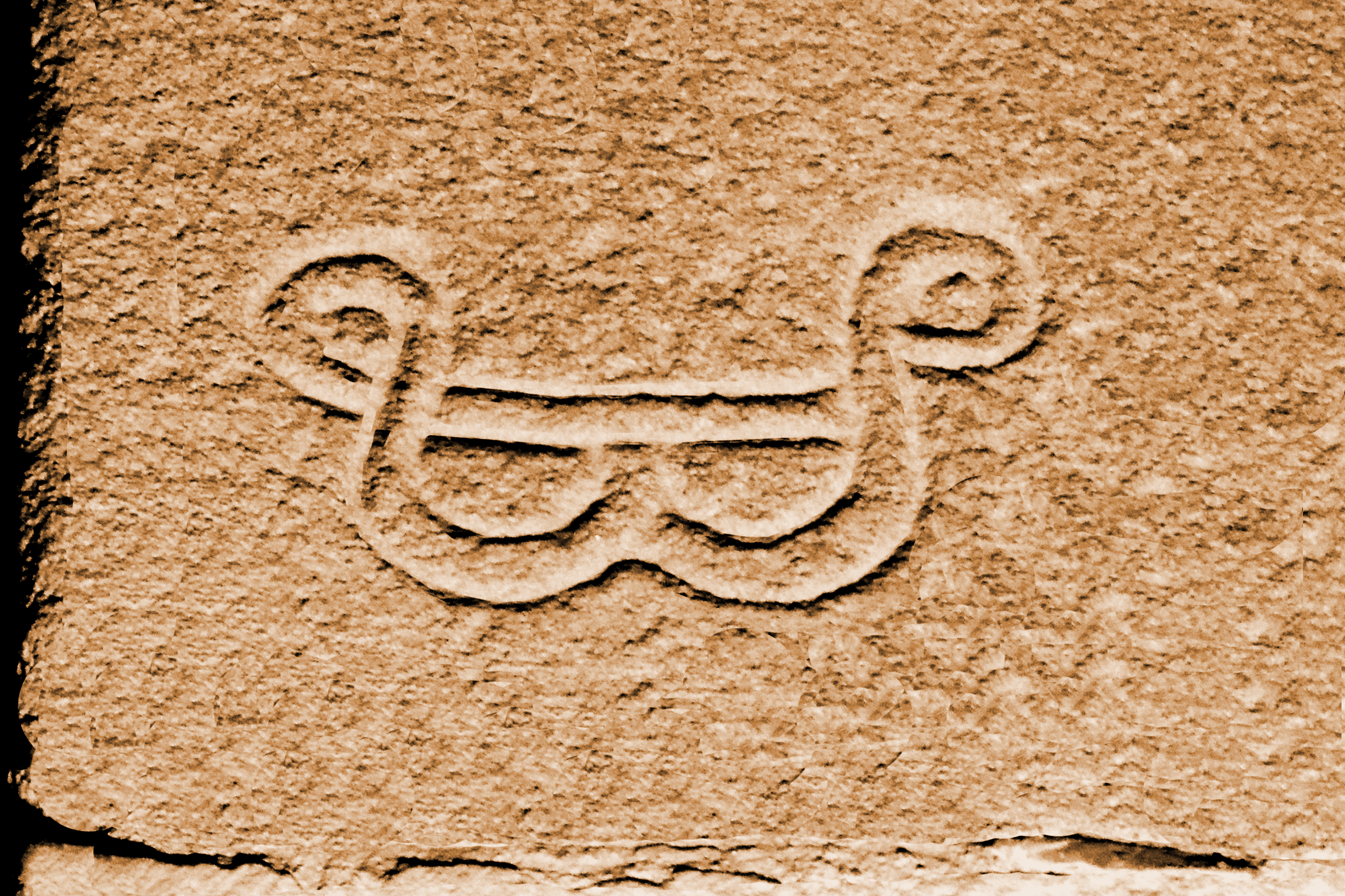
Marca de maestro cantero. Nave epístola, columna en tramo2.